# Ottavio Fuscaldo
Ottavio Fuscaldo (Verona, 6 de marzo de 1886- ?) fue un inventor e ingeniero italiano que trabajó para la Caproni aeronáutica primera de la Segunda Guerra Mundial.

## Biografía
Ottavio Giovanni Giuseppe Fuscaldo nació a Verona el 6 de marzo de 1886 a las horas 17:35. Primera de trabajar a la Caproni, en el 1920 a Brescia fundó el Rombo Sociedades Automóviles Patentes Fuscaldo, para comercializar el patente de un automóvil de suya concepción, con las cuatro ruedas dispuestas a las cumbres de un rombo. La vettura se caracterizaba para tener un grupo único motor-transmisión-frenos. Este estudio fue la base para la realización de la Avispa-Caproni.
Se construyó en los Talleres Maquinales de Brescia un motor de 1 500 cc a V-12.
Entre algunas de sus invenciones se encuentra la patente de una de las primeras formas de inyección a motor de combustión interna;
utilizando un solenoide eléctrico.
Trabajó para muchas casas automotrices, uno de sus proyectos más importantes fue la patente de la inyección electrónica, una invención del Salone de Turín en 1937.
El primer ensayo de este sistema de inyección estuvo efectuada sobre una Moto Guzzi de 250 cc., sucesivamente fue también probada sobre una Benelli.
La primera utilización practica de su sistema de inyección fue cuando está fue utilizada por en el automovilismo mundial, sobre un Alfa Romeo 6C 2500 "Ala Spessa" durante las Miles Miglia de 1940.
En este auto el motor a 6 cilindros en línea estaba alimentado por un sistema de combustible que garantiza la justa presión de alimentación a los interior del motor era además alimentado de una mezcla de alcohol y aceite de palma.

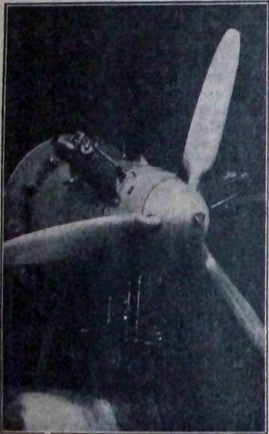
El motor aeronáutico Fuscaldo 50 hp

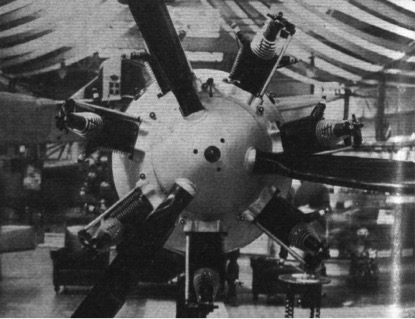
El motor aeronáutico Fuscaldo 90 hp

Representación animada de un moderno motor de pistones opuestos

En el 1935 puso a punto un particular motor a 3 cilindros de dos tiempos y 6 pistones, dicho motor a pistoni opuestos están dispuestos en modo contrapuesto y ambos en modo opuesto sobre un único cilindro. 
En este particular motor los cilindros son paralelos entre ellos.

### Patentes
- Internal-combustion engine (motor a combustione interior) Patent US2410728[11]

- Electromagnetic control for injectors of internal-combustion engines (controlo elettromagnetico para iniettore carburante para motor a combustione interior) Patent US2356577[12]

- Internal combustion engine fuel injector (iniettore carburante para motor a combustione interior) Patent US2297399[13]

- Electromagnetically controlled fuel injection (inyección carburante controlada elettromagneticamente) Patent US2310773[5]

- Fuel injection valve apparatus (válvula para inyección carburante) Patent US2332909[14]

- Fuel injection apparatus for internal combustion engines (inyector carburante para motor a combustione interior) Patent US2305290[15]

- Vehicle wheel with central swiveling (vehículo a ruedas con sterzo central) Patent US1555240[16]